# Кірово (Якутія)
Кірово (рос. Кирово) — село у Вілюйському улусі Республіки Сахи Російської Федерації.
Населення становить 405 осіб. Належить до муніципального утворення Хагинський наслег.

## Історія
Згідно з легендою, у 17 столітті жив богатир на прізвисько «Хагин Боотур» (що означає Товстий богатир або буквально захисник). За легендою, наслег названий на його честь. У цій місцевості також воювали якути з евенами, евенками, тунгусами. Острів на ім'я «Одинока дитина» (Тулаайах ого), де археологи знайшли безліч доказів війни якутів з арктичними народами. Події на цьому острові висвітлюються в романі «Тулаайах ого».
Згідно із законом від 30 листопада 2004 року органом місцевого самоврядування є Хагинський наслег.

## Населення
| 2002 | 2010 | 2012 | 2013 | 2014 | 2015 | 2016 |
| ---- | ---- | ---- | ---- | ---- | ---- | ---- |
| 388  | ↗424 | ↘419 | ↘417 | ↘408 | ↗413 | ↘410 |
| 2017 | 2018 |      |      |      |      |      |
| ↘406 | ↘405 |      |      |      |      |      |